# Deremezna, Obuhiv
Deremezna (în ucraineană Деремезна) este o comună în raionul Obuhiv, regiunea Kiev, Ucraina, formată numai din satul de reședință.

## Demografie
Componența lingvistică a comunei Deremezna
     Ucraineană (97%)
     Rusă (2,77%)
     Alte limbi (0,23%)
Conform recensământului din 2001, majoritatea populației comunei Deremezna era vorbitoare de ucraineană (97%), existând în minoritate și vorbitori de rusă (2,77%).